# Musei del Piemonte
Questa lista è suscettibile di variazioni e potrebbe essere incompleta o non aggiornata.

Elenco in ordine alfabetico per città metropolitana e province dei musei della regione Piemonte.

## Città metropolitana di Torino

### Torino
- Archivio Storico e Museo Italgas
- Armeria Reale
- Associazione Museo Ferroviario Piemontese
- Borgo e Rocca Medioevale
- CAMERA - Centro Italiano per la Fotografia
- Centro Storico FIAT
- Ecomuseo Urbano di Torino

- Fondazione Merz

- Fondazione Sandretto Re Rebaudengo
- Galleria civica d'arte moderna e contemporanea (GAM)
- Galleria Sabauda
- Juventus Museum
- MAU - Museo di Arte Urbana
- MIAAO - Museo Internazionale delle Arti Applicate Oggi
- Musei Reali
- Museo A come Ambiente
- Museo Casa Don Bosco
- Museo Civico d'Arte Antica (in Palazzo Madama e Casaforte degli Acaja)
- Museo Civico Pietro Micca e dell'Assedio di Torino del 1706
- Museo d'Arte Orientale
- Museo del Carcere Le Nuove
- Museo della Frutta Francesco Garnier Valletti
- Museo della Marionetta
- Museo della Radio e della Televisione
- Museo della Sindone
- Museo dello Sport (2012-2015)
- Museo del Risparmio
- Museo di Anatomia Umana Luigi Rolando
- Museo di Antichità
- Museo di Antropologia Criminale Cesare Lombroso
- Museo di Antropologia ed Etnografia
- Museo di Arti Decorative Accorsi - Ometto
- Museo diffuso della Resistenza, della deportazione, della guerra, dei diritti e della libertà
- Museo Diocesano
- Museo Egizio
- Museo Ettore Fico
- Museo Francesco Faà di Bruno
- Museo Giulia di Barolo
- MuseoLab del Fantastico e della Fantascienza
- Museo Lavazza
- Museo Nazionale del Cinema (nella Mole Antonelliana)
- Museo Nazionale della Montagna Duca degli Abruzzi
- Museo Nazionale dell'Automobile Gianni Agnelli
- Museo Nazionale del Risorgimento Italiano
- Museo Piemontese dell'Informatica
- Museo Regionale di Scienze Naturali
- Museo Storico Nazionale dell'Artiglieria
- Museo Virtuale del Politecnico di Torino
- Orto Botanico
- Palazzo Benso di Cavour
- Palazzo Falletti di Barolo
- Palazzo Reale
- Parco Arte Vivente - Centro Sperimentale d'Arte Contemporanea
- Pinacoteca dell'Accademia Albertina di Belle Arti
- Pinacoteca Giovanni e Marella Agnelli
- Sommergibile Andrea Provana

### Pinerolo
- Civico museo didattico di scienze naturali Mario Strani
- Collezione civica d'arte di Palazzo Vittone
- Museo etnografico di Pinerolo
- Museo storico dell'Arma di cavalleria
- Museo d'arte preistorica
- Museo diocesano di Pinerolo
- Museo storico del Mutuo soccorso
- Museo storico "Casa del Senato"

### Altri
- Casa del Conte Verde, Rivoli
- Castello Cavour di Santena Fondazione "Camillo Cavour", Santena
- Castello Ducale di Agliè, Agliè
- Ecomuseo della lampadina "Alessandro Cruto", Alpignano
- Ecomuseo del Freidano, Settimo Torinese[1]
- Ecomuseo Anfiteatro Morenico di Ivrea, Ivrea[2]
- Ecomuseo Feltrificio Crumiére, Villar Pellice[3]
- Ecomuseo dell'argilla, Munlab, Cambiano[4]
- Ecomuseo Regionale delle Miniere e della Valle Germanasca (Scopriminiera), Prali
- Museo Civico Alpino "Arnaldo Tazzetti", Usseglio
- Museo del gusto, Frossasco
- Museo del Paesaggio Sonoro, Riva presso Chieri
- Museo del Tessile, Chieri
- Collezione Dizionario del Turismo Cinematografico, Associazione Erulia, Verolengo (sede principale) e sale distaccate nel resto della regione
- Museo del trasporto ferroviario attraverso le Alpi, (Bussoleno)
- Museo della Civiltà Contadina "‘L Rubat" Piscina
- Museo della viticoltura, Prarostino
- Museo d'arte contemporanea del castello di Rivoli, Rivoli
- Museo di Arte e Ammobiliamento (Palazzina di Caccia di Stupinigi), Nichelino
- Museo Forte Bramafam, Bardonecchia
- Museo Laboratorio della Preistoria (Museo di Archeologia e Archeotecnologia), Vaie
- Museo valdese, Rorà
- Museo diocesano d'arte sacra (Susa), Susa
- Laboratorio Museo Tecnologicamente[5], Ivrea

## Provincia di Alessandria

### Alessandria
- Museo del cappello
- Museo Civico
- Marengo Museum
- Museo di Scienze Naturali e Laboratorio di Astronomia
- Museo Etnografico "C'era una volta"

### Altri
- Museo d'arte e storia antica ebraica, Casale Monferrato
- Sacrestia Aperta, Casale Monferrato
- Museo civico e Gipsoteca Bistolfi, Casale Monferrato
- Museo internazionale del Natale, Tortona
- Museo Giuseppe Pellizza, Volpedo
- Museo storico Forte di Gavi, Gavi
- Castello Paleologi Museo Civico Archeologico, Acqui Terme
- Museo Paleontologico "Giulio Maini", Ovada
- Museo dei campionissimi, Novi Ligure
- Museo Della Maschera, Rocca Grimalda
- Museo Storico dell'Oro Italiano, Silvano d'Orba
- Collezione d'arte orafa, Valenza
- Museo Gipsoteca Giulio Monteverde, Bistagno
- Museo san giacomo, Lu Monferrato

## Provincia di Asti

### Asti
- Cripta e museo di Sant'Anastasio
- Sinagoga e museo ebraico di Asti
- Museo Alfieriano
- Museo diocesano San Giovanni
- Museo paleontologico territoriale dell'Astigiano
- Palazzo Mazzola
- Seminario vescovile di Asti
- Museo del Risorgimento (Asti)

### Altri
- Museo etnografico 'L Ciar, Castell'Alfero[6]
- Raccolta etnografica "P.Poglio", Castelnuovo Calcea
- Museo della vita contadina dell'800, Castelnuovo Don Bosco
- Museo delle Arti e dei Mestieri di un tempo, Cisterna d'Asti
- MUSarMO - Museo civico d'arte moderna e contemporanea, Mombercelli[7]
- Museo storico della vite e del vino, Mombercelli
- Museo Bersano delle contadinerie e delle stampe sul vino, Nizza Monferrato

## Provincia di Biella

### Biella
- Museo del Territorio biellese
- Museo Civico
- Museo Permanente delle Truppe Alpine "Mario Balocco"
- Tesoro e Museo del Santuario di Oropa (Santuario di Oropa)
- Palazzo La Marmora (Piazzo)
- Fondazione Fila Museum

### Altri
- Casa Museo dell'Alta Valle del Cervo, Rosazza
- Museo d'arte sacra di Ponzone, Ponzone
- Museo dell'Oro e della Bessa, Vermogno diZubiena
- Ecomuseo della Lavorazione del Ferro - Fucina Morino, Mongrando
- Ecomuseo della Lavorazione del Ferro - Officine di Netro, Netro
- Ecomuseo della Tradizione costruttiva - La Trappa, Sordevolo
- Ecomuseo della Civiltà Montanara - Villaggio di Bagneri, Muzzano
- Falseum - Museo del Falso e dell'Inganno, Verrone
- Polo Museale Masseranese, Masserano

## Provincia di Cuneo

### Cuneo
- Museo diocesano San Sebastiano
- Casa Museo Galimberti
- Museo Civico

### Altri
- Museo civico archeologico e di scienze naturali Federico Eusebio, Alba
- Museo Civico di Palazzo Traversa, Bra
- Museo Archeologico di Bene Vagienna, Bene Vagienna
- Museo etnografico-enologico, Barolo
- Museo dell'abbazia di Borgo san Dalmazzo, Borgo San Dalmazzo
- Museo etnografico delle Alpi Occidentali, Boves
- Museo Aliberti "Uniformi del Regio Esercito Italiano", Castellar
- Museo Internazionale delle Donne Artiste, Ceresole d'Alba
- Museo etnografico e di tradizione, Clavesana
- Museo Storico Archeologico "Giuseppe Gabetti", Dogliani
- Museo dell'Enoteca Regionale Piemontese, Grinzane Cavour
- Museo "Ratti" dei Vini d'Alba, La Morra
- Museo di Arti e Tradizioni Popolari, Magliano Alfieri
- Museo del Piropo, Martiniana Po
- Museo Parco Del Po, Revello
- Museo diocesano di arte moderna Dedalo Montali, Rodello
- Museo Civico Casa Cavassa, Saluzzo[8]
- Museo storico etnografico di Sampeyre, Sampeyre[9]
- Casa Museo Pavesiano, Santo Stefano Belbo
- Museo Ferroviario Piemontese, Savigliano[10]
- Museo Gipsoteca Davide Calandra, Savigliano
- Museo Ex Voto Santuario della Sanità, Savigliano
- Museo naturalistico del Roero, Vezza d'Alba
- Museo di Arte Sacra "Ghisleri", Vicoforte

## Provincia di Novara

### Novara
- Museo Aldo Rossini
- Musei della canonica del duomo di Novara
- Galleria d'arte moderna
- Museo Archeologico "R. Fumagalli"
- Museo di storia naturale Faraggiana Ferrandi

### Altri
- Fondazione Calderara di pittura contemporanea, Ameno
- Museo civico archeologico di Arona, Arona
- MudeP - Museo del Presepe, Fara Novarese
- Museo Manzoniano, Lesa
- Museo Meina, Meina
- Museo di Arte Religiosa, Oleggio
- Museo civico archeologico etnografico Carlo Giacomo Fanchini, Oleggio
- Museo storico etnografico della Bassa Valsesia, Romagnano Sesia
- Museo del rubinetto e della sua tecnologia, San Maurizio d'Opaglio
- Museo degli attrezzi agricoli, Suno
- Museo Ferroviario di Suno, Suno
- Museo archeologico, Varallo Pombia
- Materima, Casalbeltrame

## Provincia del Verbano-Cusio-Ossola
- Museo multimediale UniversiCà, Druogno
- Casa Museo della Montagna, Crodo
- Museo di Palazzo Borromeo, Isola Bella
- Museo Casa Walser, Macugnaga
- Museo civico dei costumi e delle tradizioni locali, Gurro
- Museo della miniera della Guia, Macugnaga
- Museo dell'ombrello e del parasole, Gignese
- Museo del paesaggio, Verbania
- Museo del Parco Nazionale della Val Grande (parte dell'Ecomuseo Ed Leuzerie e di Scherpelit), Malesco
- Museo dello spazzacamino, Santa Maria Maggiore
- Museo La cà di Feman de la piaza, Villette
- Museo di Palazzo San Francesco, Domodossola
- Museo di Palazzo Silva, Domodossola
- Museo di scienze naturali del Collegio Mellerio Rosmini, Domodossola
- Museo etnografico e dello strumento musicale a fiato, Quarna Sotto
- Museo Rosminiano - Centro Studi, Stresa
- Museo sempioniano, Domodossola
- Sala storica della Resistenza, Domodossola
- Museo della Latteria Consorziale Turnaria, Casale Corte Cerro

## Provincia di Vercelli

### Vercelli
- Museo Francesco Borgogna
- Museo del tesoro del duomo
- Museo Leone
- Museo Archeologico della città di Vercelli
- Museo del teatro
- Museo della Farmacia Picciòla
- Sinagoga di Vercelli

### Altri
Museo dei sogni e degli scacchi Sognolandia, Palazzolo Vercellese
- Galleria civica d'arte moderna e contemporanea (Santhià), Santhià
- Museo Walser-Ecomuseo della Valsesia, Alagna Valsesia
- Museo di archeologia e paleontologia Carlo Conti, Borgosesia
- Museo del folklore valsesiano, Borgosesia
- Museo Civico "E. Durio da Roc", Civiasco
- Museo di Scienze Naturali, Guardabosone
- Museo delle Tradizioni Agricole, Guardabosone
- Museo Sacrario "Galileo Ferraris", Livorno Ferraris
- Ecomuseo del legno, Rassa
- Casa del marmo, o "Museo del marmo artificiale", Rima
- Museo Giovanni Battista Filippa, Rimella
- Museo Etnografico Walser, Rimella
- Museo dell'emigrante di Roasio
- Museo di storia, arte e antichità "Don Florindo Piolo", Serravalle Sesia
- Museo Civico "G. Irico", Trino
- Pinacoteca Civica di Varallo, Varallo
- Museo Calderini, Varallo